# Terry Miller

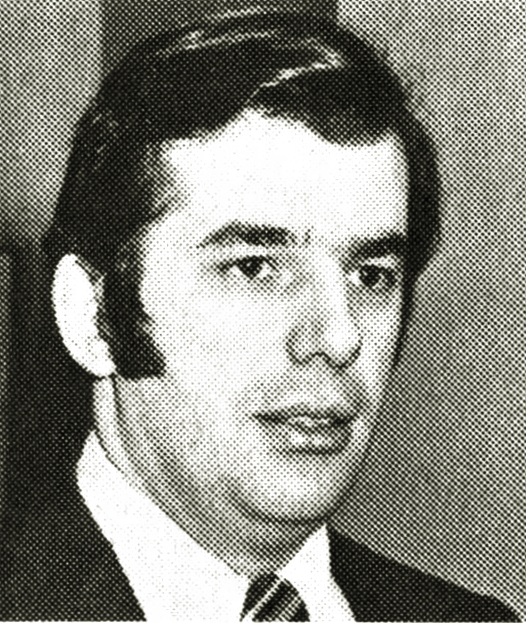
Terry Miller

Terry Miller (* 10. November 1942 in San Francisco, Kalifornien; † 13. April 1989 in Seattle, Washington) war ein US-amerikanischer Politiker (Republikanische Partei), der von 1978 bis 1982 Vizegouverneur des Bundesstaates Alaska war. Er war an der University of Alaska Fairbanks ein Mitglied der Alpha-Phi-Omega-Studentenverbindung.
Miller trat zwei Tage nach seinem 21. Geburtstag sein Mandat als Stadtverordneter in North Pole an. Ferner wurde er im selben Jahr das jüngste Mitglied der Fairbanks North Star Borough Assembly und für Fairbanks in das Repräsentantenhaus von Alaska gewählt. Dann war er von 1969 bis 1977 Mitglied im Senat von Alaska, wo er von 1973 bis 1974 Präsident war. Miller war unter Gouverneur Jay Hammond Vizegouverneur und diente in dieser Stellung von 1978 bis 1982.
In seiner politischen Laufbahn musste er auch Niederlagen einstecken. Er unterlag 1974 bei der republikanischen Nominierung um einen Sitz im US-Senat und 1978 bei der republikanischen Nominierung um den Posten des Gouverneurs von Alaska. Vier Jahre später unterlag er bei den Parlamentswahlen um den Posten des Vizegouverneurs.
Er verstarb 1989 im Alter von 46 Jahren an einem Knochentumor.

## Ehrungen
Sowohl das Terry Miller Legislative Office Building in Juneau als auch ein Park in seiner Heimatstadt North Pole wurden nach ihm benannt.